# Émile-Robert Blanchet

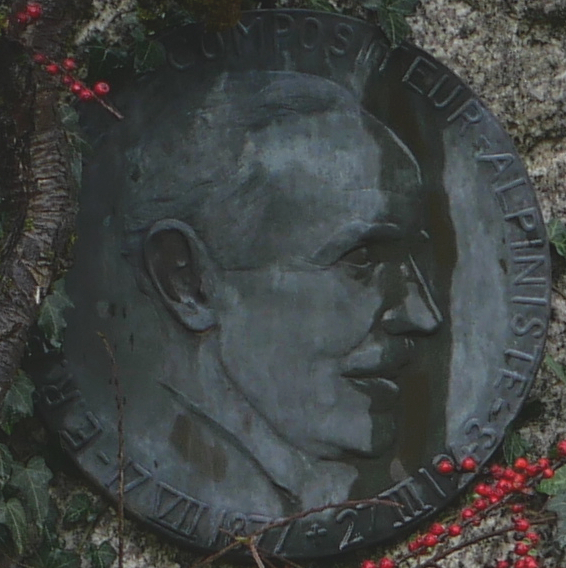
Medaillon auf Blanchets Grabstein in Pully

Émile-Robert Blanchet (* 17. Juli 1877 in Lausanne; † 27. März 1943 ebenda) war ein Schweizer Pianist, Komponist und Bergsteiger.

## Musiker
Émile-Robert Blanchet begann seinen Unterricht im Alter von vier Jahren bei seinem Vater Charles Blanchet, Schüler von Ignaz Moscheles und Organist der Kirche Saint-François in Lausanne, und später bei seiner Mutter Marie Schnyder, einer hervorragenden Pianistin. Mit 18 Jahren studierte er bei Gustav Jensen, Friedrich Wilhelm Franke und Isidor Seiß am Kölner Konservatorium. Ab 1898 studierte er bei Ferruccio Busoni in Weimar und Berlin, wo er von 1902 bis 1904 als Konzertpianist mit den Berliner Philharmonikern auftrat. Gleichzeitig entstanden seine ersten Kompositionen. 1904 liess er sich dauerhaft in Lausanne nieder. Er wurde zum Professor für Klavier am Conservatoire de Lausanne ernannt und war ab 1905 auch Direktor des Konservatoriums. 1908 gab er dieses Amt auf, um sich künftig ausschliesslich dem Unterrichten, der Komposition, der Vorbereitung auf Konzerte und vor allem dem Bergsteigen zu widmen, seiner zweiten Leidenschaft.
Zu seinen Schülern zählten unter vielen anderen Germaine Schmidt, Francis Lombriser, Henri Jaton und François Olivier.
1909 erhielt er mit Tema con variazioni op. 13 den 1. Preis beim Internationalen Kompositionswettbewerb der Zeitschrift Signale für die musikalische Welt. Er trat als Solist mit grossen Orchestern wie denjenigen von Paris und Köln sowie mit dem Orchestre de la Suisse Romande unter dessen Gründer und Chefdirigenten Ernest Ansermet auf.
1917 gab Blanchet die Lehrtätigkeit am Lausanner Konservatorium auf und pendelte nun zwischen Lausanne und Paris. Er lernte die Pianisten Leopold Godowsky, Clara Haskil, Franz Josef Hirt, Ernest Schelling, Alfred Cortot und andere kennen. 1929 wurde sein Concertstück für Piano und Orchester op. 14 als Pflichtstück für den Klavierwettbewerb am Konservatorium von Chicago ausgewählt.
Als Pianist-Komponist hinterliess er ein Klavierwerk mit Höchstschwierigkeiten, das erfahrene Interpreten erfordert. Die Werke gelten entsprechend als schwer aufzuführen. Sie sind zwar durchwegs tonal, aber mit komplexer Harmonie, starken chromatischen Spannungen und kontrapunktischen Überlagerungen. Als seine beste Interpretin erachtete Blanchet die Lausanner Pianistin Isabelle Hafen (1899–1976).
Blanchets Werkverzeichnis enthält 113 Nummern. Abgesehen vom Concertstück für Piano und Orchester op. 14, von zwei Werken für Violine und Klavier, einem Stück für Orgel und einigen Liedern mit Klavierbegleitung hat Blanchet ausschliesslich für das Klavier komponiert (technische Übungen, Virtuositätsetüden, Sonaten, Präludien usw.). Die Ballade pour deux pianos op. 57 transkribierte Ernest Ansermet für Klavier und Orchester. Als für Blanchet typischstes Werk und sein eigentliches musikalisches Testament gilt die dem polnischen Virtuosen Józef Turczyński gewidmete, unveröffentlichte Sonate op. 108 von 1940.

### Werke (Auswahl)
- Prélude op. 10 (1909)
- Tema con variazioni op. 13 (1. Preis beim Kompositionswettbewerb der Zeitschrift Signale für die musikalische Welt)
- Concertstück für Piano und Orchester op. 14 (1911; Variante mit Solostelle für ein untergelegtes zweites Klavier anstelle des Orchesters)[2]
- Turquie op. 18 Nr. 3, Au jardin du vieux sérail (1923)
- Sérénade grotesque op. 25 (1918)
- Tocsin op. 28 (Alarmglocke; 1920)
- Troisième Ballade op. 32 (1922)
- Scherzo op. 40 (1924)
- Études Nr. 2 op. 42 (1928)
- Rhapsodie turque (Mouharebè) op. 51 (1929)
- Scotch réel op. 53 Nr. 2 (1930)
- Ballade pour deux pianos op. 57 (1937)
- Toccata op. 107 Nr. 2
- Sonate op. 108 (1940)

ohne Opus-Nummer:
- Nocturne (aus den Dix Nouvelles Études, 1920)
- Tarantelle (aus den Dix Nouvelles Études, 1920)

### Diskographie
- Piano Works, Karl-Andreas Kolly; MDG, 2021[3]
- Au Jardin du vieux sérail, Ervin Nyíregyházi, Nyiregyházi; Columbia Masterworks, 1979[4][5]
- Au Jardin du vieux sérail, Marc-André Hamelin, Kaleidoscope; Hyperion, 1998[6]

## Bergsteiger

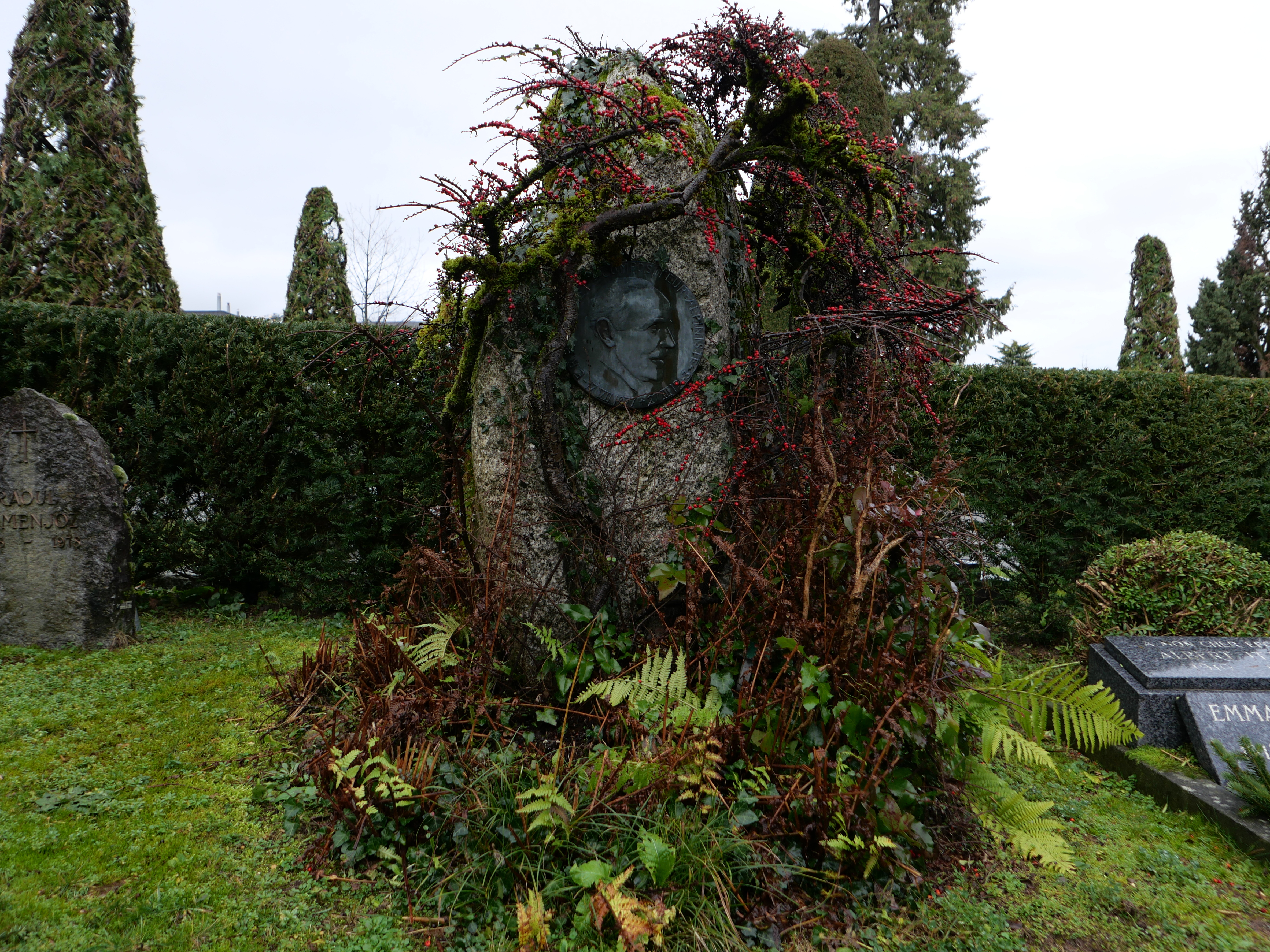
Blanchets Grab auf dem Friedhof von Pully

Émile-Robert Blanchet ist einer der letzten Vertreter des klassischen Bergsteigens. Er ist eher als Bergsteiger denn als Komponist bekannt. Eine Reihe sehr schwieriger und oft sehr gefährlicher Routen, die er von 1901 bis 1942 bestiegen hatte und die grossen Wagemut erforderten, wurden nach ihm benannt. Abgesehen von einigen Soloaufstiegen kletterte Blanchet immer mit Führern, darunter Armand Charlet, Oskar Supersaxo und Kaspar Mooser. Er bestieg alle Schweizer Viertausender.

### Erstbesteigungen
1905
- nordöstliches Horn der Cornes du Chamois[7]

1923–1927
- Nordwand des Rimpfischhorns
- Nordostwand des Brunegghorns
- südwestliches Horn der Cornes du Chamois[7]
- Nordwand der Pointe de Zinal (3790 m)
- Nordwand des Westgipfels von Liskamm
- L’Isolée (oder Pointe Blanchet) (4114 m) und Pointe Médiane (4097 m) in den Aiguilles du Diable

1928
- Nordwand des Fletschhorns

1929
- Südostwand des Aletschhorns

1930–1942
- Ostwand des Zinalrothorns
- Westwand des Grand Combin
- Ostwand des Strahlhorns

### Weitere Besteigungen
1901
- Cime de l’Est (3178 m)

1923–1927
- Eroberung des Jardin-Kamms an der Aiguille Verte

1930–1942
- Soloaufstieg zur Weissmies